# قاذفة قنابل استراتيجية

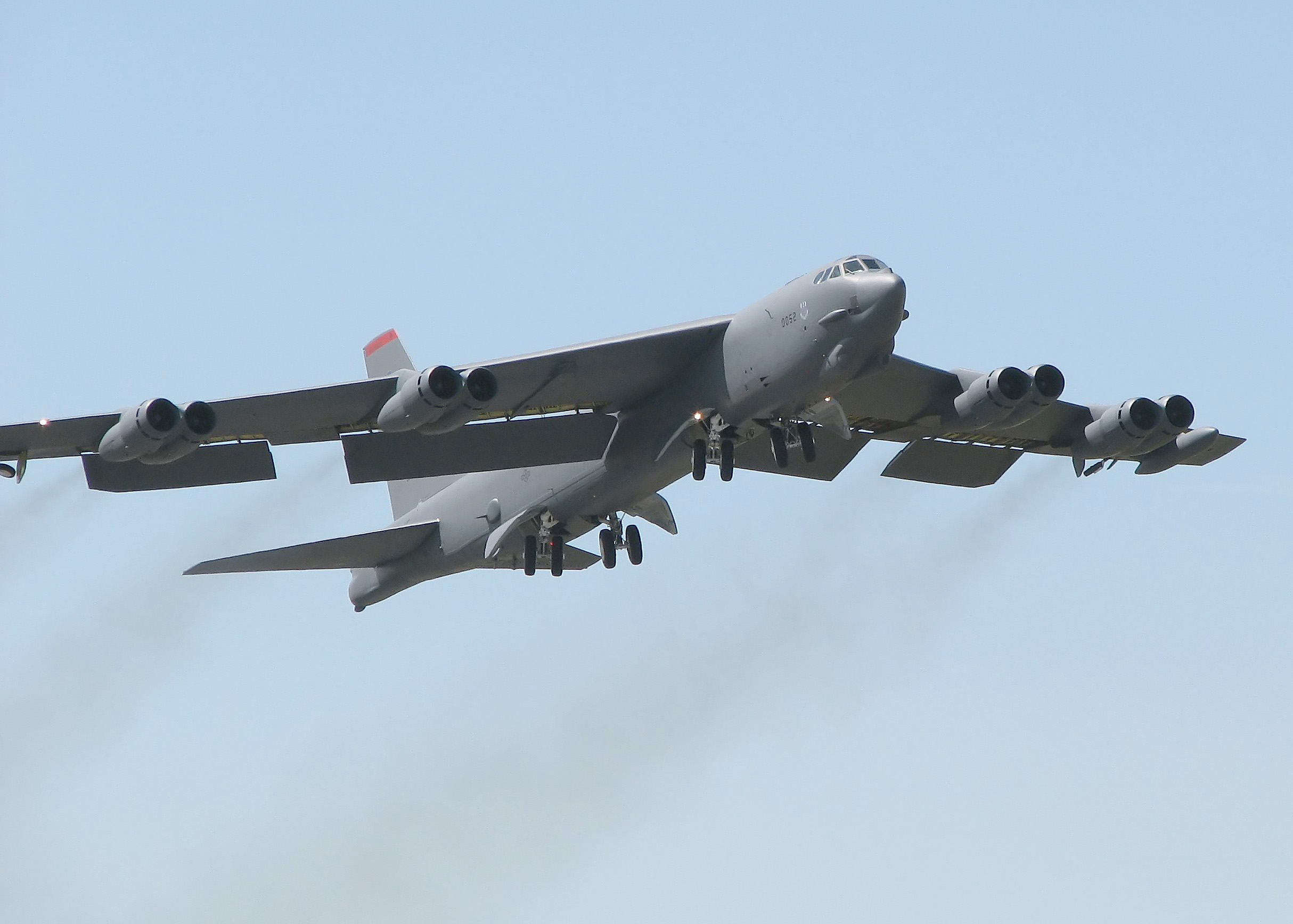
قاذفة القنابل الاستراتيجية بي-52 ستراتوفورتريس وهي تقلع.

قاذفة قنابل استراتيجية هي قاذفة قنابل ثقيلة مصممة للقيام بالغارات بعيدة المدى على أهداف إستراتيجية في قلب أرض العدو. أي أنها تسقط قنابلها أو صواريخها على أهداف بعيدة عن مكان القتال، ولكن تؤثر على المعركة مثل: القيادات العامة، أو الجسور العسكرية، أو المصانع الحربية. على عكس قاذفة القنابل التكتيكية التي تسقط قنابلها أو صواريخها على أهداف في أرض المعركة.

## أنواع قاذفات القنابل
- بي 29
- بي 2 أو طائرة شبح
- بي17

## المهام
تقوم قاذفات القنابل الاستراتيجية بالهجوم على اهداف معينة داخل أراضي العدو لكي تقلل من قدرتة الحربية والاقتصادية فلذلك تعتبر من أهم عوامل الانتصار بالحرب وتستخدم فيه عدة أنواع من القنابل والتي تسبب دمار بعدة مدن ذات أهمية اقتصادية يمكن أن تحتمل هذه أنواع من الطائرات أنواع من الأسلحة ومنها:
1. أسلحة نووية
2. أسلحة كيمياوية